# Sly Cooper (personaje)
Sly Cooper es un personaje y principal protagonista de la saga de videojuegos para PlayStation 2, PlayStation 3 y PlayStation Vita Sly Cooper, la cual se basa en un mundo habitado por animales personificados. Es un mapache ladrón caballeroso y joven adulto antiheroico. Forma parte de una larga línea de maestros ladrones que se especializan en robar a otros criminales en lugar de a personas inocentes, lo que los convierte en justicieros. De niño, fue testigo del violento asesinato de su padre a manos de un grupo conocido como los Cinco Diabólicos. Robaron el Latronius Mapáchibus, que guarda los secretos de los movimientos maestros del ladrón del clan Cooper. Fue obligado a ingresar en un orfanato, donde conoció a sus mejores amigos, Bentley y Murray. Sly es el miembro más ágil de la pandilla y realiza la mayoría de las misiones. Utiliza un bastón con gancho, una reliquia familiar, como herramienta multiusos. Sly es astuto y extremadamente atlético y puede realizar hazañas como caminar sobre cables, aterrizar en pequeños puntos, deslizarse sobre enredaderas y caer desde grandes alturas. También puede disfrazarse para acceder a áreas restringidas y es un luchador competente.
Sly es el último descendiente vivo de una célebre familia de maestros del robo formada por mapaches. De generación en generación, los miembros de dicha familia heredaban el Latronius Mapáchibus, un libro que recopilaba los golpes y técnicas de cada uno de los miembros de la familia, además del bastón de los Cooper (con forma de letra C en el extremo).
Sly es un personaje jugable en todos los videojuegos de la saga, presentando las mismas habilidades en los tres con muy pocas variaciones. Es el principal agente de campo de la Banda de Cooper, debido a sus habilidades de escalada, sigilo. En el videojuego de 2014 Infamous: Second Son, Sly Cooper aparece como un grafiti pintado en una pared. Esto es muy apropiado ya que este juego fue creado por los creadores de Sly Cooper, Sucker Punch Productions.

## Historia

### Sly Raccoon
Sly Cooper (6 de abril de 1984) es un mapache que es descendiente de una larga línea de maestros del robo. Cuando Sly tenía ocho años de edad, su padre fue asesinado por una despiadada banda llamada los "Cinco Malvados", que robó el "Latronius Mapachibus" (Thievius Racoonus en inglés), un libro de los ladrones de la familia Cooper, y que dentro de él estaban las técnicas y movimientos de la familia. 
Sly de joven fue testigo de todo el evento. La policía encontró en un escondite (un armario) a un Sly devastado, y fue enviado a un orfanato, donde se reunió con Bentley, un genio tortuga, y Murray, cómicamente un musculoso hipopótamo con confianza en sí mismo. Bentley es el creador de los planes, Sly fue el sigiloso "agente de campo", y Murray fue los músculos del equipo y el conductor de escapes. Sly en su búsqueda para recuperar el libro de su familia constituye la base para el primer juego. 
Sly y sus amigos eran todos nacidos en París. El razonamiento detrás del muy notable acento americano del trío, en comparación con la Inspectora Carmelita Fox con acento italiano, es que uno o ambos de sus padres procedían de América. Un ejemplo de esto es el padre de Sly que al parecer se trasladó a París cuando Sly tenía 7. 
Sly es enemigo del búho Clockwerk,  un misterioso búho robótico que transformó todo su cuerpo en máquina pura. Clockwerk caza a la familia de Sly durante cientos de años. En las páginas del Latronius Mapachibus, Sly nota que en cada imagen, hay un esbozo de la sombra de un gran búho. Esta cacería provocó su decisión de sustituir a su cuerpo con la maquinaria. También se revela que Clockwerk salvó la vida de Sly en el ataque a su padre para demostrar que el Clan Cooper no podría ser nada sin el Latronius Mapachibus. En el primer juego de la serie, Clockwerk sirve como jefe final, así como un "tirar de cuerdas". El búho maníaco cumple su fin, y se deja en pedazos en la parte superior de un volcán activo en Rusia donde termina el juego. Luego se muestra en una escena que la cabeza de Clockwerk abre uno de sus ojos, a continuación se ve a un Murray corriendo y gritando del terror. 

### Sly 2: Ladrones de Guante Blanco
Se centra en un nuevo conjunto de villanos: la Banda KLAWW, robó las piezas de Clockwerk antes de que Sly y su banda pudieran hacerlo. La Banda KLAWW, está dirigida por Arpeggio, un pájaro no volador que quiere meterse en el cuerpo de Clockwerk para poder volar y ser inmortal, pero el verdadero villano del juego es Neyla Constable, que parece ser el aliado de Sly hasta que los traiciona en el episodio 3. Neyla, en servicio de la Banda KLAWW y en connivencia (como dice Bentley) con Arpeggio, traiciona su supuesta pareja y se hace cargo del recién montado cuerpo de Clockwerk. Luego mata a su exmentor Arpeggio, aplastándolo, y comienza un alboroto con la inducción de un trance. Sly y sus amigos intentan destruir a Clock-la (el nuevo nombre de Neyla) para después poder destruir el chip de odio, la fuente de la inmortalidad de Clockwerk que lo mantuvo vivo durante cientos de años. Al tiempo que toma el chip de odio, Bentley es aplastado por el pico de Clock-La y se queda paralizado de la cintura para abajo. Carmelita aplasta fácilmente el chip, para destruir para siempre el cuerpo y, a continuación, los residuos. En ningún momento la detención de Sly (que noblemente toma medidas para proteger su banda). Pero, como era de esperarse, Sly hace una audaz fuga, y sale de su infame tarjeta de llamada detrás.

### Sly 3: Honor entre ladrones
Sus acontecimientos tienen lugar aproximadamente un año después de Sly 2. En lugar de Clockwerk, Sly, tiene como principal enemigo al Dr. M, un misterioso científico que trata de reivindicar la cámara de la familia Cooper, por sí mismo. Sly gana cuatro aliados en este juego, algunos de los cuales son conocidos - aunque no tan amigables - personajes de anteriores juegos. Sly y los amigos deben utilizar todos los ladrones de su poder a su disposición para abrir la grieta mapache del nacimiento antes del infame Dr. M. lo haga por su propia cuenta. 
El juego también permite explorar las profundidades de la inmensa cámara. Inmediatamente después de Sly en la explotación de la cámara de riqueza de la familia, encuentra al Dr. M. que sirve como el último jefe. Después de que Sly derrota al Dr. M., Carmelita viene para arrestar al Dr. M., este da fuego a un láser a Sly para luego escapar. Sly, todavía intacto, comienza a presentar signos de amnesia cuando Carmelita trata de detenerlo. Esta, en vez de arrestarlo le da la nueva "identidad" de Constable Cooper. El final incluye la división de pandillas; Murray tiene la furgoneta y se convierte en un conductor de carreras de furgonetas. Junto a Carmelita, Sly sigue determinado en su identidad, y Bentley y Penélope se enamoran entre sí, y refuerzan la cámara. Lo que demuestra que la amnesia de Sly es falsa, es que después de la secuencia de créditos, se ve Bentley espiar a Sly desde un tejado, mira como Sly da guiños cuando Carmelita está de espalda. Bentley haciendo la observación: “Ese diablillo astuto”.
En los tres juegos, Sly y sus amigos son perseguidos por la Inspectora Carmelita Fox, una detective de la Interpol. Aunque los dos son rivales, se unen en ocasiones para derrotar a enemigos comunes (como Clockwerk y Clock-La). Carmelita es también el interés amoroso retratado de Sly (Sly besa de repente en el último segundo de sus diez segundos de ventaja en el primer juego por puro escapar). Sly suele coquetear con Carmelita en sus conversaciones, pero sus comentarios son a menudo sarcásticos. Esta ingeniosa broma es típicamente intercambiada entre los dos siempre que se enfrentan el uno al otro, y que da paso a una feroz competencia entre Sly con sus reflejos y habilidades, y la Inspectora con su pistola paralizante

### Sly Cooper: Ladrones en el Tiempo
Una discontinuidad en el espacio y tiempo, por razones desconocidas, ha causado que históricamente las páginas del libro de la familia desaparezcan. Sly y sus amigos deberán viajar en el tiempo para evitar la desaparición de este mismo en el tiempo, aunque jugar con el tiempo podría causar consecuencias graves. En el juego se podrán usar habilidades de antepasados en cada parada que demos en el tiempo, como por ejemplo usar el traje de un antepasado para desviar y protegerse del fuego o hacer más lento el tiempo para tomar ventaja de este.

## Creación & Desarrollo
Sly es un caballero mapache ladrón que desciende de una larga línea de maestros ladrones que se especializan en robar a criminales legítimos en lugar de transeúntes inocentes, lo que los convierte en justicieros. 
El clan Cooper tiene ascendencia proveniente de la Europa medieval , el Japón feudal y la frontera estadounidense , que se remonta alAntiguo Egipto , lo que lo convierte en un descendiente multirracial. Cuando Sly tenía ocho años, su padre y su madre fueron asesinados por una pandilla llamada Fiendish Five. 
La pandilla robó el " Thievius Raccoonus ", un libro que contiene las técnicas y movimientos de robo de la familia Cooper. Sly fue enviado a un orfanato donde conoció a Bentley, una tortuga muy inteligente , ya Murray, un hipopótamomusculoso y seguro de sí mismo.
Sly es extremadamente ágil y usa sus habilidades, además de contar con la ayuda de sus dos aliados Bentley y Murray, en elcrimen o incluso cuando se infiltra e intercepta a otros convictos . Sly lleva un bastón en forma de gancho, una reliquiafamiliar de larga data que heredó de su padre, y lo usa en muchas de sus maniobras, incluso como arma contundente .
Sly también tiene habilidades como caminar sobre cuerdas, escalada tuberías y hace furtivamente en general con el fin decarterista guardias de dinero, llaves o botín.Otra de sus habilidades es usar disfraces para atravesar áreas a las que de otro modo sería imposible acceder.
Sly, como ladrón, es astuto, tortuoso y reservado. Sin embargo, también es leal, sincero, valiente, amistoso y prefiere su relación con sus amigos, Bentley y Murray y su amor, aunque bastante complicado y no correspondido, por Carmelita Fox , una detective de policía, sobre el botín y las riquezas.

## Recepción
GamesRadar incluyó a Sly en su lista de "Los 25 mejores personajes nuevos de la década", afirmando que "'Gentleman thief' es un arquetipo que lamentablemente está infrarrepresentado en los videojuegos". 
También lo incluyeron en su lista de "Los personajes nuevos más sexys de la década", diciendo "Sly es el tipo de personaje que los novelistas románticos desearían poder escribir".  
Sly ganó un premio en la Game Developer's Conference al mejor "Personaje de juego original del año" en 2002.  
En 2012, GamesRadar lo clasificó como el 74.º mejor héroe en videojuegos, llamándolo "Danny Ocean de los juegos ".

## Apariciones fuera de la serieSly Cooper
El personaje de Sly aparece como personaje jugable en dos videojuegos más fuera de la saga homónima. Dichos juegos son PlayStation Move Heroes, en el que aparece como personaje principal junto a Bentley y PlayStation All-Stars Battle Royale, en el cual además aparecen escenarios de la saga, como por ejemplo París.